# Communauté Culturelle Wallonne
De Communauté Culturelle Wallonne (CCW) was een Waals-nationalistische culturele organisatie tijdens de Tweede Wereldoorlog. De vereniging werd opgericht met steun van de Propaganda-Abteilung en collaboreerde met de Duitse bezetter.

## Achtergrond en werking
De Communauté Culturelle Wallonne werd begin 1941 opgericht door Waalse kunstenaars met steun van de Duitse Propaganda-Abteilung, met name onder impuls van Franz Petri die in 1937 het proefschrift publiceerde "Germanisches Volkserbe in Wallonien und Nordfrankreich". De CCW was de Waalse tegenhanger van de Vlaamse DeVlag en had als doel de "culturele rijkdom van Wallonië te verspreiden, het verband tussen de Waalse cultuur en die van buurvolkeren, inzonderheid het Duitse, te onderzoeken, en de gemeenschappelijke kenmerken vast te leggen". De vereniging profileerde zich als een "organisme exclusivement wallon, composé de purs Wallons" ("een exclusief Waals organisme, samengesteld uit zuivere Walen"). Medeoprichter en eerste voorzitter was de schilder en beeldhouwer Georges Wasterlain. Na hem werd de schrijver-journalist en Waals-militant Pierre Hubermont voorzitter met de steun van Franz Petri. Hij onderstreepte de banden van Wallonië met Duitsland, die nauwer zouden zijn dan die met Frankrijk. Met hun steun wilden de nazi's aantonen dat Wallonië geen schrik moest hebben van een mogelijke annexatie door Duitsland.
De vereniging had "kamers" in verschillende steden. De Luikse afdeling was sterk betrokken bij de oprichting. De afdeling in Charleroi was zeer actief en telde eind 1942 230 leden.
De Communauté Culturelle Wallonne organiseerde tentoonstellingen en culturele activiteiten, onder meer in Duitsland. Zo organiseerde de Communauté samen met de Duitsers van 8 februari tot 8 maart 1942 de tentoonstelling "Wallonische Kunst der Gegenwart" in Düsseldorf en van 26 april tot 24 mei 1942 een expositie in Wuppertal-Elberfeld. De sociale dienst van de vereniging organiseerde ook een reis voor Waalse jongeren naar Duitsland. Het CCW werd door de Belgische fascistische partij Rex argwanend bekeken omdat deze vreesde dat het CCW ook politieke ambities had.
In 1943 werd duidelijk dat het CCW niet het verhoopte succes had. Eind 1943 richtte ze onder leiding van L.J. Simar en Ed. Chambon en onder toezicht van de Duitse Militärverwaltung een nieuwe vereniging op: de Fédération des Artistes Wallons et Belges d’Expression Française (FAWBEF). Dit was de tegenhanger van de Vlaamse Kunstenaarsgilde en ze regelde onder meer de materiële belangen van de Waalse kunstenaars.
De Communauté Culturelle Wallonne gaf van oktober 1941 tot augustus 1944 een eigen tijdschrift uit: "Wallonie, Cahiers de la Communauté culturelle wallonne". Wanneer de vereniging zelf ophield te bestaan is niet duidelijk, maar langer dan 1944 bestond ze zeker niet.

## Leden
Er zijn geen ledenlijsten van de vereniging beschikbaar. Sympathiserende kunstenaars waren onder meer de letterkundige en senator Pierre Daye, beeldend kunstenaar en ontwerper Paul Cauchie, journalist en schrijver Robert Poulet, componist Armand Marsick en priester-journalist Norbert Wallez.
Een belangrijk medewerker van het tijdschrift "Wallonie" was kunstcriticus René Tonus.
De Vlaamse Franstalige schrijfster Marie Gevers publiceerde in december 1943 haar tekst "Une nuit de décembre" in Wallonie.